# Martin Redhe Nord
Nils Martin Redhe Nord, född den 18 juni 1983 i Borlänge, är en svensk skådespelare och sångare.

## Biografi
Redhe Nord började sin karriär på Borlänge musikteater och deltog i uppsättningar som Från jord till himmel 1993, En drömresa vid sandlådan 1995, Grabbarna på bruket 1996-1997, Trollkarlen från Oz 1996 och 20-årsjubileum 2000. 2003 spelade han en av huvudrollerna i musikalen Cinderella, skriven av Lars Wilbe och Ulf Gummesson, på Avenyteatern i Ludvika. Han har även varit med i Sikta mot stjärnorna som Peter Jöback, och körat och dansat bakom Elin Lanto och Jimmy Jansson i Melodifestivalen.
Han spelade Peppar'n i den svenska versionen av Mamma Mia! under 2005-2007, och medverkade med den svenska ensemblen från Mamma Mia! som kör i Mamma Mia! The Movie. Hösten 2007 spelade han Mr Mistoffelees/Quaxo i Cats på Nöjesteatern i Malmö, och hösten 2008 spelade han Ryan Evans i Sverigepremiären av Disneys High School Musical på Nöjesteatern i Malmö hösten 2008.
Under våren 2010 medverkade han i Norrlandsoperans uppsättning av West Side Story, där han spelade rollen som Baby John.
Han medverkade även i musikalen Elvis på Glada Hudikteatern, och gästspelade med föreställningen i New York sommaren 2010.
Under hösten 2010 medverkade Martin i ensemblen i Grease på turné och har medverkat i Romeo och Julia på Göta Lejon.
Han var bisittare till Lena Philipsson i hennes show Min drömshow på Cirkus i Stockholm hösten 2011.
Redhe Nord gör rösten som Jackson i serien Hannah Montana och i Hannah Montana: The Movie.
Även medverkat i Melodifestivalen 2013 som dansare i mellanakten. Våren 2017 deltog han i musikalen The Book of Mormon på Chinateatern. 2019 hade han huvudrollen i Ringaren i Notre dame, på Göteborgsoperan.

## Teater

### Roller (ej komplett)
| År   | Roll                      | Produktion                                                                 | Regi             | Teater                                    |
| ---- | ------------------------- | -------------------------------------------------------------------------- | ---------------- | ----------------------------------------- |
| 2005 | Pepparn                   | Mamma Mia!                                                                 | Paul Garrington  | Cirkus, Stockholm Scandinavium, Göteborg. |
| 2009 | Ryan                      | High School Musical David Simpatico                                        | Eva Rydberg      | Göta Lejon                                |
| 2014 | Kit Kat Boy               | Cabaret John Kander, Fred Ebb och Joe Masteroff                            | Ronny Danielsson | Uppsala stadsteater                       |
| 2015 | Dansare                   | Cabaret John Kander, Fred Ebb och Joe Masteroff                            | Ronny Danielsson | Stockholms stadsteater                    |
| 2017 | En av Ugandamissionärerna | The Book of Mormon                                                         | Anders Albien    | Chinateatern, Stockholm                   |
| 2018 | Quasimodo                 | Ringaren i Notre Dame (The Hunchback of Notre Dame)                        | Thomas Agerholm  | Göteborgsoperan                           |
| 2019 | Webster                   | Shakespeare in Love Marc Norman och Tom Stoppard                           | Ronny Danielsson | Kulturhuset Stadsteatern/ Dansens hus     |
| 2019 | Michael Spofford          | Häxorna i Eastwick (The Witches of Eastwick) John Dempsey och Dana P. Rowe | Rachel Kavanaugh | Cirkus, Stockholm                         |
| 2020 | Gabriel Goodman           | Next to Normal Brian Yorkey och Tom Kitt                                   | Ronny Danielsson | Uppsala Stadsteater                       |
| 2021 | Lucien Blind tiggare      | Amélie Dan Messé, Nathan Tysen och Craig Lucas                             | Markus Virta     | Östgötateatern                            |
| 2022 | Gabriel Goodman           | Next to Normal Brian Yorkey och Tom Kitt                                   | Ronny Danielsson | Uppsala stadsteater                       |
| 2023 | Dolly Divine              | 9 to 5 Patricia Resnick och Dolly Parton                                   | Farnaz Arbabi    | Uppsala stadsteater                       |
| 2023 | Rektor Agatha Trunchbull  | Matilda the Musical Tim Minchin och Dennis Kelly                           | Fredrik Rydman   | Kulturhuset Stadsteatern                  |
| 2025 | Simon/Lola                | Kinky Boots Harvey Fierstein och Cyndi Lauper                              | Ronny Danielsson | Uppsala stadsteater                       |